# Нісі Неш
Керол Деніз «Нісі» Таккер (англ. Carol Denise «Niecy» Tucker), до шлюбу Енслі (англ. Ensley), у першому шлюбі Неш (англ. Nash; нар. 23 лютого 1970, Палмдейл, штат Каліфорнія) — американська акторка, комікеса, продюсерка і телеведуча, найбільш відома роботою на телебаченні.
З 2003 по 2010 рік Неш вела розважальне шоу «Чистий дім», яке у 2010 році принесло їй «Еммі». Як акторка, зіграла роль заступниці лейтенанта Райніші Вільямс у комедійному серіалі Comedy Central «Ріно 911!» (2003—2009). З 2012 по 2016 рік знімалася в сіткомі TV Land «Людина душі», а в 2013 році почала грати в комедійному серіалі HBO «Старість — не радість», роль у якому принесла їй дві номінації на премію «Еммі».

## Життєпис
Керол Енслі народилася 1970 року в Палмдейлі, штат Каліфорнія (США) і закінчила з освітнім ступенем бакалавра Каліфорнійський державний університет, Домінгес Гіллз, у Лос-Анджелесі.
З 1994 по 2007 рік була одружена з священнослужителем Доном Нешем. У цьому шлюбі народила трьох дітей: син Домінік Неш (нар. 1992), доньки Доніель Неш (нар. 1995) та Дія Неш (нар. 2000).
З 2011 по 2020 рік була одружена з Джеєм Таккером. У 2011 році пара стала героями власного реаліті-шоу на каналі "TLC ". У тому ж році канал транслював у прямому ефірі їхнє весілля.

## Кар'єра
Дебютувала на екрані з невеликої ролі у фільмі 1995 року «Хлопці збоку». Надалі з'явилася в ряді телешоу, як комедіях, так і драмах, серед яких були «Поліція Нью-Йорка», «CSI: Місце злочину» та «Швидка допомога». Вона з'явилася у фільмі 1999 року «Колесо удачі», а потім взяла на себе другорядну роль у медичній драмі CBS «Міські ангели».
З 2003 по 2009 рік Неш знімалася в імпровізаційному сіткомі Comedy Central «Ріно 911!». Роль у шоу принесла їй премію Грейсі в 2009 році. Паралельно з роллю в ситкомі у 2003 році стала ведучою власного розважального шоу «Чистий дім» про дизайн будинків. У 2010 році отримала премію «Еммі» за шоу. У грудні 2010 року Нісі Неш залишила шоу після дев'яти сезонів. Раніше того ж року вона виступила як одна з зіркових учасників шоу АВС «Танці з зірками», де в підсумку посіла п'яте місце.
У 2012 році, Неш почала зніматися разом із Седріком «Розважальником» у сіткомі TV Land «Людина душі», спін-оффі шоу «Кралі в Клівленді». У 2013 році, одночасно з попереднім ситкомом, почала зніматися в комедійному серіалі HBO «Старість — не радість» з Лорі Меткалф. Комедія отримала позитивні відгуки критики, але не мала успіху в рейтингах, проте отримала продовження на другий сезон, а Неш у 2014 році здобула похвалу за свою гру в шоу і була відзначена у списках бажаних на думку критиків номінантів на «Еммі» за найкращу жіночу роль другого плану у комедійному телесеріалі. У 2014 році Неш взяла на себе роль в історичному фільмі режисера Ави Дюверней «Сельма».

## Особисте життя
29 серпня 2020 року Неш одружилася зі співачкою Джессікою Беттс.

## Фільмографія

### Кіно
| Рік  | Назва українською       | Назва англійською                      | Роль                       | Примітки               |
| ---- | ----------------------- | -------------------------------------- | -------------------------- | ---------------------- |
| 1995 | Хлопці збоку            | Boys on the Side                       | жінка в кафе               |                        |
| 1999 | Колесо фортуни          | Cookie's Fortune                       | Ванда Картер               |                        |
| 1999 | Холостяк                | The Bachelor                           | афроамериканська наречена  |                        |
| 2003 | Розшукуються у Малібу   | Malibu's Most Wanted                   | Гледіс                     |                        |
| 2004 | Магазинчик краси        | Hair Show                              | Дебра                      |                        |
| 2005 | -                       | Jepardee!                              | Кіша Дженкінс              | короткометражний фільм |
| 2005 | Вгадай хто?             | Guess Who                              | Наомі                      |                        |
| 2005 | Кролик пухнастик        | Here Comes Peter Cottontail: The Movie | мама Робін                 | мультфільм; озвучка    |
| 2007 | Кодове ім'я: Чистильник | Code Name: The Cleaner                 | Джакуззі                   |                        |
| 2007 | Кухарський турнір       | Cook-Off!                              | Ледібаг Бріггс             |                        |
| 2007 | 911: Хлопчики на виклик | Reno 911!: Miami                       | заступниця Райніша Вільямс |                        |
| 2008 | Хортон                  | Horton Hears a Who!                    | міс Йелп                   | мультфільм; озвучка    |
| 2008 | -                       | Mrs. C                                 | анестезіологиня            | короткометражний фільм |
| 2009 | Легко не здаватися      | Not Easily Broken                      | Мішель                     |                        |
| 2009 | Освідчення              | The Proposal                           | стюардеса                  | не вказано у титрах    |
| 2009 | Бригада М               | G-Force                                | Розаліта                   |                        |
| 2013 | Довірся мені            | Trust Me                               | Енджі                      |                        |
| 2013 | Медсестра 3D            | Nurse 3D                               | Реджіна                    |                        |
| 2014 | Блондинка в ефірі       | Walk of Shame                          | водійка автобуса           |                        |
| 2014 | Сельма                  | Selma                                  | Річі Джин Джексон          |                        |
| 2017 | Зменшення               | Downsizing                             | продавчиня                 |                        |
| 2019 | -                       | Uncorked                               | Сільвія                    |                        |
| 2020 |                         | Uncorked                               | Сільвія                    |                        |
| 2022 | -                       | Beauty                                 | Красуня Мати               |                        |

### Телебачення
|              | Назва                                                     | Роль                                | Примітки                                                                                       |
| ------------ | --------------------------------------------------------- | ----------------------------------- | ---------------------------------------------------------------------------------------------- |
| 1996         | Нас п'ятеро                                               | Медсестра                           | Епізод: «Весняні канікули: Частина 1»                                                          |
| 1998         | Грубе пробудження                                         | Гейніель                            | Епізод: «Знову голий»                                                                          |
| 1999         | Малкольм і Едді                                           | Джекі                               | Епізод: «B.S. I Still Love You»                                                                |
| 1999         | Час твого життя                                           | Клерк                               | Епізод: «The Time She Came to New York»                                                        |
| 2000         | Місто ангелів                                             | Евелін Вокер                        | Періодичний акторський склад (сезон 1)                                                         |
| 2000         | Популярний                                                | вчителька                           | Епізод: «Твердий зовні, м'який посередині»                                                     |
| 2000         | У будь-який день                                          | Міс Лавонд                          | Епізод: «Засвітися, Рене»                                                                      |
| 2001         | Грубе пробудження                                         | Абонентка № 3                       | Епізод: «Altar Ego»                                                                            |
| 2001         | Кейт Брашер                                               | Джун / Джейн Кларк                  | Епізод: «Трейсі»                                                                               |
| 2001         | Один на один                                              | Дарла                               | Епізод: «П'ятнадцять свічок»                                                                   |
| 2001         | Таке життя                                                | Дарлін                              | Епізод: «Плюс один» і «Ідіоти»                                                                 |
| 2001         | Поліція Нью-Йорка                                         | Тоня Данбар                         | Епізод: «Baby Love»                                                                            |
| 2001         | Справедлива Емі                                           | Офіцерка Летиція Сітц               | Епізод: «Beating the Bounds»                                                                   |
| 2002         | Реба                                                      | Мая                                 | Епізод: «У нього народжується дитина»                                                          |
| 2002         | Подруги                                                   | LaShelle                            | Епізод: «Просто десерт»                                                                        |
| 2002         | За твою любов                                             | Клерк                               | Епізод: «Вибух з минулого»                                                                     |
| 2002         | Presidio Med                                              | Медсестра                           | Епізод: «Milagros»                                                                             |
| 2002         | CSI: Місце злочину                                        | Процесор Snuff Film                 | Епізод: «Snuff»                                                                                |
| 2003         | Це так ворон                                              | Мадам Кассандра / Ширлі             | Епізод: «Розшукуються екстрасенси»                                                             |
| 2003         | Швидка допомога                                           | Джудіт Андерсон                     | Епізод: «Пропав безвісти»                                                                      |
| 2003         | Kid Notorious                                             | Tollie Mae (голос)                  | Головний акторський склад                                                                      |
| 2003–2005    | Шоу Берні Мака                                            | Беніта                              | Гість (2-4 сезон)                                                                              |
| 2003–2009    | Ріно 911!                                                 | Заступник Райніша Вільямс           | Головний акторський склад                                                                      |
| 2003–2010    | Чистий будинок                                            | Камео / господарка                  | Головний акторський склад (1-9 сезони)                                                         |
| 2004         | Половина і половина                                       | Карла                               | Епізод: «Велика мама Дня матері, серія знову їздить»                                           |
| 2004         | Монк                                                      | Варла Девіс                         | Епізод: «Містер Монах і дівчина, яка кричала вовка»                                            |
| 2005         | Мене звати Ерл                                            | Ронда Гіббс                         | Епізод: «Коштував татові виборів»                                                              |
| 2006         | The Boondocks                                             | Cookie Freeman (голос)              | Епізод: «Wingmen»                                                                              |
| 2006         | Команда міноритів                                         | Fasto's Mama (голос)                | Повторюваний акторський склад                                                                  |
| 2007         | Кеті Гріффін: Моє життя в D-List                          | Камео                               | Епізод: «Знайомства заради публічності»                                                        |
| 2007–2009    | Коти-нероби                                               | Mrs. Boots (голос)                  | Повторюваний акторський склад                                                                  |
| 2007–2013    | Американський тато!                                       | Додаткові голоси (голос)            | Повторюваний акторський склад                                                                  |
| 2008         | MADtv                                                     | Камео                               | Епізод: «Епізод #14.1»                                                                         |
| 2008         | The Mighty B!                                             | Міріам Брідлав (голос)              | Епізод: «Toot Toot!»/«To Bee or Not to Bee» & «Something's Wrong with this Taffy»/«Name Shame» |
| 2008         | Шоколадні новини                                          | Тріна Гарпер                        | Епізод: «Епізод 2»                                                                             |
| 2008         | Не турбувати                                              | Ронда Піт                           | Головний акторський склад                                                                      |
| 2009         | Справжні домогосподарки Атланти                           | Камео                               | Епізод: «New Attitude, Same ATL»                                                               |
| 2009–2010    | «Найбезладніший дім»                                      | Камео                               | Повторюваний акторський склад                                                                  |
| 2010         | Нагороди «Нове, тепер далі»                               | Камео / господарка                  | ТБ спец                                                                                        |
| 2010         | RuPaul's Drag Race                                        | Камео / запрошена суддя             | Епізод: «The Snatch Game»                                                                      |
| 2010         | Бренді та Рей Дж: сімейний бізнес                         | Камео                               | Епізод: «Це свято»                                                                             |
| 2010         | Танці з зірками                                           | Камео                               | Учасниця: 10 сезон                                                                             |
| 2010         | Гері неодружений                                          | Шарлін                              | Епізод: «Гері намагається знайти щось для Мітча» і «Гері неодружений?»                         |
| 2010         | Шоу Клівленда                                             | Джанет (голос)                      | Епізод: «Ще один поганий день подяки»                                                          |
| 2011         | Way Black When: Primetime                                 | Камео / господарка                  | Епізод: «Епізод #1.6»                                                                          |
| 2011         | Щорічна премія труби                                      | Камео / господарка                  | ТБ спец                                                                                        |
| 2011         | Леброни                                                   | Глорія (голос)                      | Головний акторський склад                                                                      |
| 2012         | Обмін дружинами знаменитостей                             | Камео                               | Епізод: «Нісі Неш/Тіна Йозерс»                                                                 |
| 2012         | «Залиште це племінниці»                                   | Камео                               | Головний акторський склад                                                                      |
| 2012         | Поговоримо про кохання                                    | Камео                               | Головний акторський склад                                                                      |
| 2012–16      | Людина-душа                                               | Лоллі Баллентайн                    | Головний акторський склад                                                                      |
| 2013         | Життя після                                               | Камео                               | Епізод: «Шерил Лі Ральф: Життя після дівчат мрії»                                              |
| 2013         | Хто хоче стати мільйонером                                | Камео                               | Епізод: «Тиждень знаменитостей 4 і 5»                                                          |
| 2013         | Hollywood Game Night                                      | Камео / Учасниця дискусії           | Епізод: «America's Got Game Night»                                                             |
| 2013         | Бен і Кейт                                                | Роз                                 | Епізод: «Танець тата-доньки»                                                                   |
| 2013–15      | Getting On                                                | Деніз «Діді» Ортлі                  | Головний акторський склад                                                                      |
| 2014         | Видих                                                     | Камео                               | Епізод: «Що таке любов?»                                                                       |
| 2014         | Family Game Night                                         | Камео                               | Епізод: «Celebrity Edition: Niecy Nash»                                                        |
| 2014         | Поганий вчитель                                           | Карла                               | Епізод: «Що старе — нове»                                                                      |
| 2014         | Проєкт «Мінді»                                            | Докторка Жан Фішман                 | Періодичний акторський склад (3 сезон)                                                         |
| 2015         | Сімейна ворожнеча знаменитостей                           | Камео                               | Епізод: «Шеріл Хайнс проти Нісі Неш/Качиної династії проти Кеті Міксон»                        |
| 2015         | Hollywood Game Night                                      | Камео / знаменита гравчиня          | Епізод: «Сед подає Нісі руку»                                                                  |
| 2015–2016    | TripTank                                                  | Додаткові голоси (голос)            | Повторюваний акторський склад                                                                  |
| 2015–2016    | Scream Queens                                             | Деніз Гемфілл                       | Повторюваний акторський склад                                                                  |
| 2016         | Піраміда в 100 000 доларів США                            | Камео / знаменита гравчиня          | Епізод: «Кевін Поллак проти Нісі Неш і Бріджит Мойнахан проти Рекса Лі»                        |
| 2016         | Бруклін 9-9                                               | Деббі Голт                          | Епізод: «Круїз»                                                                                |
| 2016         | Майстри сексу                                             | Луїза Белл                          | Періодичний акторський склад (сезон 4)                                                         |
| 2016         | «Як горить вогнище»                                       | Дженніфер Боуен-Браун               | Головний акторський склад                                                                      |
| 2016–2019    | Гра в пару                                                | Камео / знаменита гравчиня          | Постійний гість                                                                                |
| 2017         | Кинь мікрофон                                             | Камео                               | Епізод: «Нісі Неш проти Седа Конферансье та Ліам Пейн проти Джейсона Деруло»                   |
| 2017         | Американська сімейка                                      | Джоан                               | Епізод: «Усі речі рівні»                                                                       |
| 2017         | Енджі Трайбека                                            | Пандора                             | Епізод: «Збери їх, тигре»                                                                      |
| 2017–2022    | Кігті                                                     | Десна Сіммс                         | Головний акторський склад                                                                      |
| 2018         | Кевін Харт: Що підходить                                  | Камео                               | Епізод: «Firefighting with Niecy Nash»                                                         |
| 2018         | Труднощі асиміляції                                       | Вільгельміна                        | Епізод: «Big Baby»                                                                             |
| 2018         | Курс біології                                             | Кім                                 | Епізод: «Teacher Jail»                                                                         |
| 2018         | Безмовний                                                 | Кікі                                | Епізод: «J-i-Jingle T-h-Thon»                                                                  |
| 2018–2019    | Сім'янин                                                  | Шейла (голос)                       | Постійний акторський склад (сезон 17), гість (сезон 18)                                        |
| 2019         | Black Girls Rock!                                         | Камео / господарка                  | телевізійний                                                                                   |
| 2019         | Коли вони бачать нас                                      | Долорес Вайз                        | Головний акторський склад                                                                      |
| 2019         | Marvel Rising: Гра з вогнем                               | Shocktress (голос)                  | Епізод: «Гра з вогнем»                                                                         |
| 2020         | «За її вірою»                                             | Камео                               | Епізод: «Нісі Неш»                                                                             |
| 2020         | Я бачу твій голос                                         | Камео / Учасниця дискусії           | Епізод: «Епізод #1.2» & #1.10"                                                                 |
| 2020         | Співачка в масці                                          | Камео / запрошена учасниця дискусії | Епізод: «Фінал групи А — Межа в масках»                                                        |
| 2020         | Celebrity Game Face                                       | Камео                               | Епізод: «Sweatsuit Charades and Donut Holes»                                                   |
| 2020         | Мільйон дрібниць                                          | Глорія                              | Епізод: «Поцілунок»                                                                            |
| 2020         | Місіс Америка                                             | Фло Кеннеді                         | Повторюваний акторський склад                                                                  |
| 2020         | Вкрадено моєю матір'ю: історія Камії Моблі                | Глорія Вільямс                      | телефільм                                                                                      |
| 2020–22      | Ріно 911!                                                 | Заступниця Райніша Вільямс          | Головний акторський склад                                                                      |
| 2020–22      | Я ніколи не…                                              | Докторка Джеймі Раян                | Повторюваний акторський склад                                                                  |
| 2021         | Співачка в масці                                          | Камео                               | Ведучий: 5 сезон                                                                               |
| 2021         | GLAAD Media Awards                                        | Камео / господарка                  | ТБ спец                                                                                        |
| 2021         | Команда К                                                 | Керін (голос)                       | Повторюваний акторський склад                                                                  |
| 2021         | Проблема з Джоном Стюартом                                | Тельма                              | Епізод: «Зброя»                                                                                |
| 2021         | Ріно 911!: Полювання на QAnon                             | Заступниця Райніша Вільямс          | телефільм                                                                                      |
| 2022         | «Святкування вибору критиків чорного кіно та телебачення» | Камео / господарка                  | ТБ спец                                                                                        |
| 2022         | Про минулу ніч                                            | Камео                               | Епізод: «Кейсі Вілсон/Нісі Неш/Деміон Лі/Сайдел Каррі Лі»                                      |
| 2022         | Не забудьте текст!                                        | Камео / господарка                  | серіал                                                                                         |
| 2022         | Пошук свого коріння                                       | Камео                               | Епізод: «Епізод #9.3»                                                                          |
| 2022         | Celebrity Game Face                                       | Камео                               | Епізод: «Турнір невдах»                                                                        |
| 2022         | Новобранець                                               | Спеціальна агентка Симона Кларк     | Епізод: «Simone» & «Enervo»                                                                    |
| 2022         | Дамер – Чудовисько: Історія Джеффрі Дамера                | Гленда Клівленд                     | Головний акторський склад                                                                      |
| 2022         | Ріно 911!: Це чудове пограбування                         | Заступниця Райніша Вільямс          | телефільм                                                                                      |
| 2022–дотепер | Новобранець: Федерали                                     | Спеціальна агентка Симона Кларк     | Головний акторський склад                                                                      |